# Keong Emas

Dewi Sekartaji jako Keong Emas

Keong Emas (po jawajsku i indonezyjsku oznaczające Złoty Ślimak) to popularny element jawajskiego folkloru; mit opowiadający o księżniczce przemienionej do miniaturowej postaci i uwięzionej w złotej muszli ślimaka. Opowieść ta jest częścią mitologii opowiadającej o przygodach jawajskiego księcia Panji Asmoro Bangun i jego małżonki, Dewi Sekartaji.

## Treść opowieści[1]
Istnieje kilka wersji Keong Emas znanych w Indonezji. Najpowszechniejsza z nich opisuje miłość, rozstanie i ponowne zejście się księcia Panji Asmoro Bangun i jego żony, Dewi Sekartaji. Zaczyna się, gdy król panujący w Antah Berentah pragnie poślubić Dewi Sekartaji. W tym celu porywa ją z rąk księcia Panji. Interweniuje jednak bóg Batara Narada, który chroni Dewi zamieniając ją w złotego ślimaka. Bóg nakazał jej dryfować wzdłuż rzeki by oznalazła swojego męża, Panji Asmoro Bangun.
Pewnego dnia stara wdowa, Mbok Rondo Dadapan, która miała w zwyczaju łowić ryby wzdłuż rzeki, znalazła złotego ślimaka i zabrała go do domu. Umieściła go w słoiku i skrzętnie się nim opiekowała. Od tego czasu, niespodziewanie, wiele dobrego zaczęło dziać się w życiu Mbok Rondo. Jednego dnia, wracając znad rzeki odkryła, że jej dom jest posprzątany, a obiad ugotowany. Zastanawiała się, kto był tego autorem. Incydent ten powtarzał się kilkakrotnie, a jej ciekawość wzrastała z dnia na dzień. Pewnego dnia postanowiła przechytrzyć dobrodzieja i zamiast udać się nad rzekę, ukryła się w dziurze w ścianie swojego domu.
Po kilku godzinach ujrzała coś niesamowitego. Piękna księżniczka wydostała się ze słoika; ugotowała obiad i zrobiła porządki. Następnego dnia, gdy sytuacja się powtórzyła, Mbok Rondo wybiegła z dziury i rozbiła zarówno słoik jak i samą muszlę kamieniem. Bezdomna Dewi nie mogła powrócić do muszli, a zaklęcie zostało złamane. Mbok adoptowała księżniczkę. W międzyczasie, po sąsiednich wioskach wędrował książę Panji, poszukując żony. W końcu dotarł do Dadapan, gdzie odnalazł ukochaną. Wypełnieni szczęściem małżonkowie wrócili do swojego królestwa, zabierając ze sobą Mbok Rondo.